# Агнес фон Труендинген-Фюрстенберг
Агнес фон Труендинген (на немски: Agnes von Truhendingen; † сл. 20 септември/6 декември 1294) е графиня от Труендинген и чрез женитба създател на благородническия род на графофете от Фюрстенберг.

## Произход
Тя е дъщеря на граф Фридрих IV фон Труендинген († 1253) и втората му съпруга Агнес фон Ортенбург († 1246/1256), дъщеря на граф Хайнрих I фон Ортенберг († 1241) и принцеса Божислава (Бозислева) от Бохемия († 1237), дъщеря на крал Отокар I Пршемисъл († 1230).
Сестра е на Вилибирг († 1246), омъжена за граф Хартман IV фон Дилинген († 1258), Ото († 1275), тевтонски рицар в Айхщет, и на Адалберт († сл. 1262), тевтонски рицар във Вюрцбург. Полусестра е на граф Фридрих I/V фон Труендинген (1223 – 1274).

## Фамилия
Агнес фон Труендинген се омъжва пр. 1245 г. за Хайнрих фон Фюрстенберг (* ок. 1215, † 6 януари 1284), най-малкият син на граф Егино V фон Урах-Фрайбург († 1236/37) и Аделхайд фон Нойфен († 1248). Хайнрих е верен привърженик на крал Рудолф I Хабсбургски и често изпълнява дипломатически мисии за него. През 1283 г. е издигнат на ландграф на Баар.
Те имат седем деца:
- Фридрих I фон Фюрстенберг († пр. 8 май 1296), граф на Фюрстенберг, женен пр. 19 декември 1291 г. за Уделхилд фон Волфах († сл. 1325)
- Егон фон Фюрстенберг († 23 април 1324), граф на Фюрстенберг, ландграф на Баар (1307), женен пр. 19 януари 1298 г. за маркграфиня Верена фонфон Баден-Хахберг († сл. 1322)
- Конрад († между 8 октомври 1320 и 14 февруари 1321), провост във Вилинген-Дорнщетен, домхер в Констанц, свещеник в Страсбург и Констанц
- Гебхард († 7 май 1327), господар на замък Зинделщайн, провост във Вилинген-Молсхайм, свещеник в Молсхайм и Констанц
- Маргарета фон Фюрстенберг († 1296), ∞ 1282 г. за граф Албрехт II фон Хоенберг († 1298)
- Елизабет фон Фюрстенберг († 1296), ∞ 1. ∞ Бертхолд фрайхер фон Фалкенщайн; 2. 1282 г. Готфрид I, пфалцграф фон Тюбинген († 1316)
- N.N.